# 秋列尼島 (達吉斯坦共和國)
秋列尼島是俄羅斯的島嶼，位於裡海西岸以東47公里，由達吉斯坦共和國負責管轄，毗鄰基茲利亞爾灣入口處，長10公里、寬6公里，島上有一個氣象站。

## 外部連結
- （页面存档备份，存于）
- Radio operators
- Map （页面存档备份，存于）

44°29′N 47°31′E / 44.483°N 47.517°E